# Carles d'Aquitània (arquebisbe)
Carles d'Aquitània (vers 825/830 - 4 de juny de 863) fou príncep d'Aquitània, fill de Pipí I i germà de Pipí II.
Carles va quedant en mans de Lotari el 840 i va viure a la seva cort posteriorment. El 848 fou cridat pel seu germà Pipí amenaçat per Carles el Calb, i va fugir de la cort amb alguns senyors que el van seguir i el mes de març del 849 es va dirigir a Aquitània però va tenir la desgràcia de caure (junt amb el seu seguici) en una emboscada preparada per Vivià comte del Maine, abat laic de Saint-Martin de Tours i cambrer de Carles II, sent enviats a Carles II (que era el seu oncle i padrí) que li va perdonar la vida i el va enviar a Chartres on va convocar una dieta pel mes de juny; en aquesta assemblea Carles, en presència de tots els senyors, va declarar de manera solemne que volia abraçar l'estat eclesiàstic i que ho feia per decisió pròpia sense cap pressió (si bé és evident que el seu oncle el va obligar). Els bisbes presents el van tonsurar i Carles el va enviar a l'abadia de Corbie on va restar un temps i on fou diaca.
Es va evadir d'aquest monestir el 854 per anar a ajudar altre cop al seu germà, i va reclutar un petit contingent, però va tenir poc èxit i el mateix any fou ferit greument en un joc nocturn amb els seus amics i una espasa li va penetrar en una part del cap; en endavant fou epilèptic. Refugiat a la cort de Lluís el Germànic el 855, aquest el va fer nomenar arquebisbe de Magúncia i arxicanceller el 8 de març del 856.